# 순수 스피너
수학과 이론물리학에서 순수 스피너(純粹spinor, 영어: pure spinor)는 가장 많은 수의 디랙 행렬들에 의하여 상쇄되는 바일 스피너이다.

## 정의
다음이 주어졌다고 하자.
- 유한 짝수 차원 복소수 벡터 공간 {\displaystyle V=\mathbb {C} ^{2n}}
- 이차 형식 {\displaystyle Q\colon V\to \mathbb {C} }. 그렇다면, 복소수 클리퍼드 대수 {\displaystyle \operatorname {Cliff} (V,Q)}를 정의할 수 있다.
- 클리퍼드 대수 {\displaystyle \operatorname {Cliff} (V,Q)}의 왼쪽 가군 {\displaystyle M}.

그렇다면, 임의의 원소 {\displaystyle \psi \in M}에 대하여,
{\displaystyle \{v\in V\colon v\psi =0\}\subseteq V}
를 생각할 수 있다. 이는 {\displaystyle V}의 부분 벡터 공간이다.
이제, {\displaystyle M}이 {\displaystyle 2n}차원 시공간의 (왼손 또는 오른손) 바일 스피너들의 공간이라고 하자. 그렇다면,
{\displaystyle \dim _{\mathbb {C} }\{v\in V\colon v\psi \}\in \{0,1,\dotsc ,n\}}
이다. 만약
{\displaystyle \dim _{\mathbb {C} }\{v\in V\colon v\psi =0\}=n}
이라면, {\displaystyle \psi }를 순수 스피너라고 한다.

## 성질
{\displaystyle V}의 {\displaystyle n}차원 부분 복소수 벡터 공간이 주어졌을 때, 그 작용이 0인, 순수 스피너의 복소수 1차원 공간(즉, 사영 순수 스피너)이 유일하게 존재하며, 이는 사영 순수 스피너와 {\displaystyle V}의 {\displaystyle n}차원 부분 공간의 그라스만 다양체
{\displaystyle {\frac {\operatorname {SO} (2n;\mathbb {R} )}{\operatorname {U} (n)}}}
사이의 동형을 정의한다. 즉, 사영 순수 스피너의 모듈러스 공간은 위와 같은 동차 공간이며, 순수 스피너의 복소수 벡터 공간은
{\displaystyle {\frac {1}{2}}\dim _{\mathbb {R} }\left({\frac {\operatorname {SO} (2n;\mathbb {R} )}{\operatorname {U} (n)}}\right)+1={\frac {n(n-1)}{2}}+1}
이다.

## 예
낮은 차원에서 순수 스피너들은 다음과 같다.
- 만약 {\displaystyle 2n\leq 6}이라면, 모든 바일 스피너가 순수 스피너이다.
- 8차원에서, 바일 스피너는 {\displaystyle 2^{4}=8}개의 복소수 성분을 가지며, 순수 스피너들은 그 속에서 7차원 부분 공간을 이룬다.
- 10차원에서, 바일 스피너는 {\displaystyle 2^{5}=16}개의 복소수 성분을 가지며, 순수 스피너들은 그 속에서 11차원 부분 공간을 이룬다.

## 참고 문헌
- Charleton, Philip (1997년 12월). “The geometry of pure spinors, with applications” (PDF) (영어). 박사 학위 논문. University of Newcastle Department of Mathematics.